# Kloster Schienen
Das Kloster Schienen war ein Benediktinerkloster in Schienen auf der Bodensee-Halbinsel Höri im heutigen baden-württembergischen Landkreis Konstanz.

## Geschichte
Um das Jahr 800 wurden nach einer Handschrift aus dem 9. Jahrhundert aus dem Kloster Reichenau Teile der Gebeine der heiligen Genesius und Eugenius in die Michaelskirche auf dem Schiener Berg gebracht, die danach das Patrozinium St. Genesius erhielt.
„Das Kloster erscheint bereits in den Verbrüderungslisten von St. Gallen und Reichenau aus der ersten Hälfte des 9. Jahrhunderts; noch später in denen von Pfäfers und Remiremont. Ein Reichenauer Mönch hat um 830 einen Bericht über die Translation der Reliquien des heiligen Genesius nach Schienen und über die bereits vorgefallenen Wunder verfasst; danach wurden die Leiber des heiligen Genesius und Eugenius durch einen Grafen Gebhard von Jerusalem nach Treviso gebracht; von dort erfolgte die Translation eines Oberschenkels des heiligen Genesius durch einen am Bodensee ansässigen und in Diensten des Königs Pippin von Italien stehenden Scrot, comes Florentinae Civitatis; er habe den Reliquien auf seinem Besitztum eine würdige Aufbewahrungsstätte zugewiesen, worunter wohl eine Kirche oder Kapelle zu verstehen ist.“
Graf Schrot von der nahen Schrotzburg ließ um 900 ein Benediktinerkloster errichten, wonach auch eine verstärkte Wallfahrt nach diesem Ort einsetzte. Laut Überlieferung besuchten König Pippin und Radolt von Verona das Kloster.
„Die spätere Tradition weiß von früher Misswirtschaft zu berichten, so dass im 10. Jahrhundert unter Ludwig dem Kind die Abtei in eine Propstei umgewandelt wurde und an die Reichenau kam. Die Liste der früheren Äbte lässt sich nur mit einiger Wahrscheinlichkeit in folgender Reihenfolge wiederherstellen: Ambricho, Hetti, Adalram, Kerhelm, Lambert, Engilpret (etwa um die Wende vom 9./10. Jahrhundert). Sehr bedeutend ist offenbar die Siedelung nie gewesen, wenn ihr auch etliche Zuwendungen gemacht wurden: Die Listen der Verbrüderungsbücher enthalten weit mehr Namen von Wohltätern als von Mönchen.“
Nach der Reformation und dem Dreißigjährigen Krieg wurde die Wallfahrt als Marienwallfahrt wiederbelebt. Das Kloster gehörte zum Hochstift Konstanz und wurde 1757 aufgelöst.

## Galerie

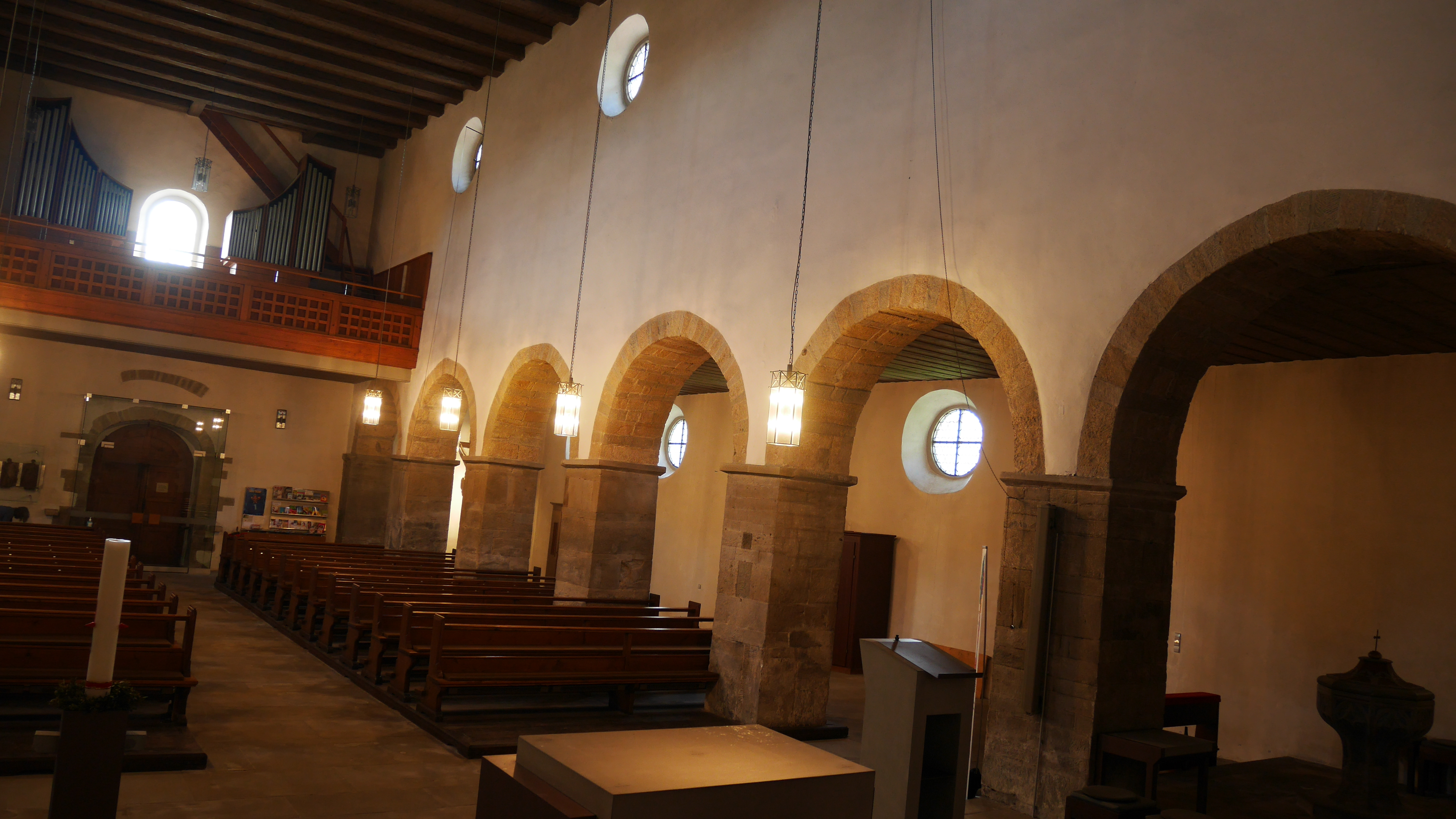
Nordarkaden mit Steinversatz
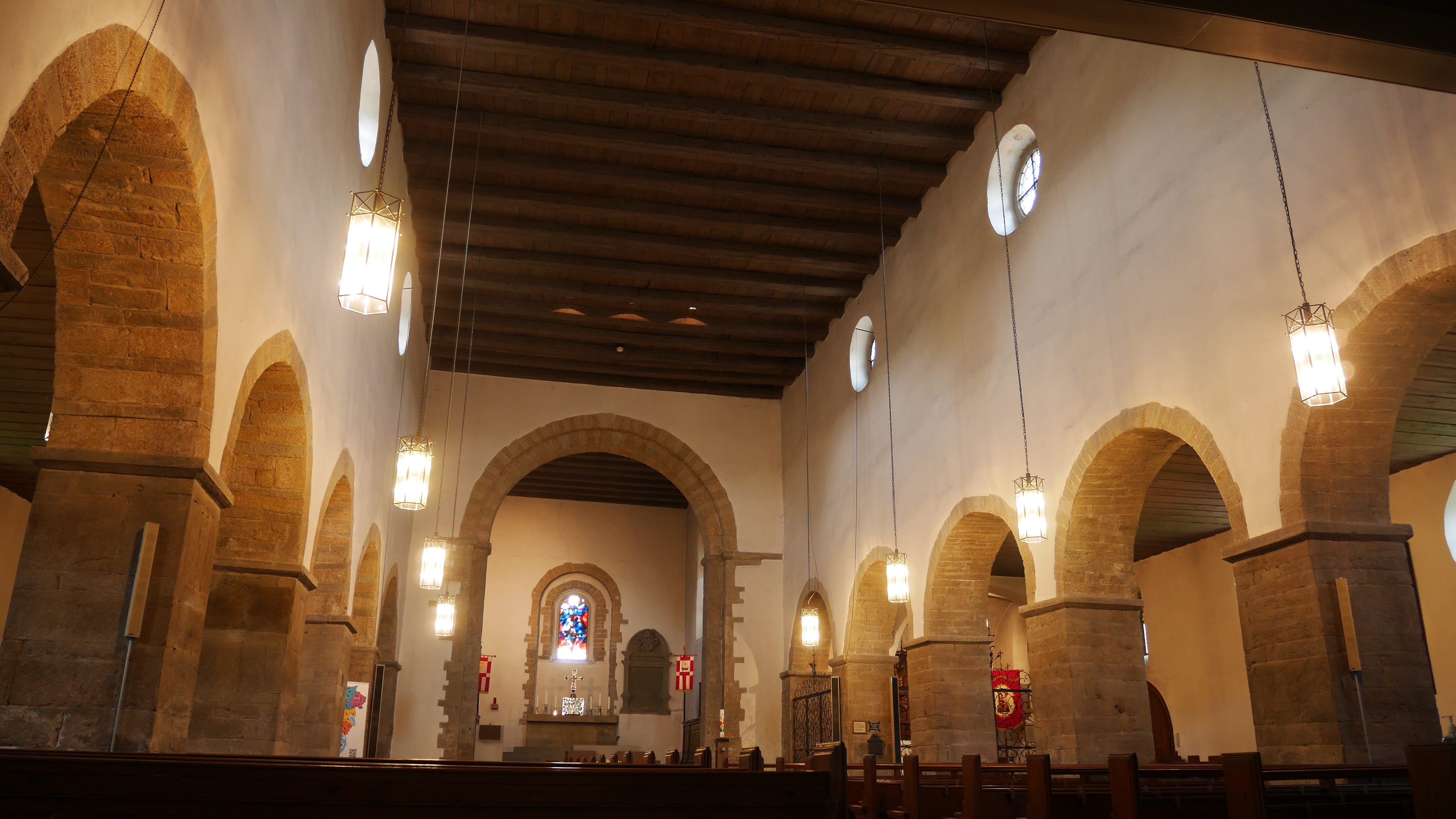
Schiff Blick Osten Chor
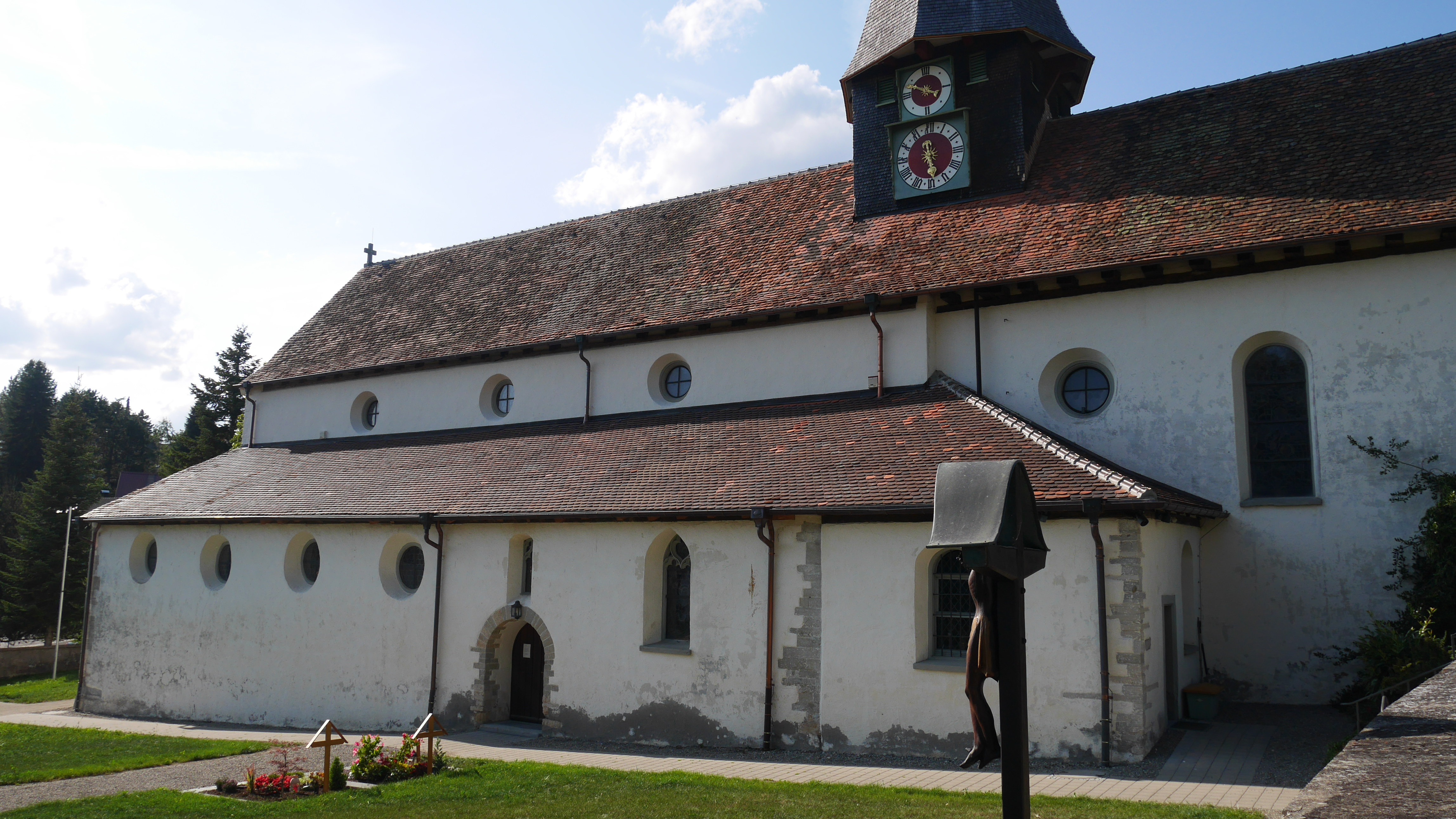
Südansicht Uhren
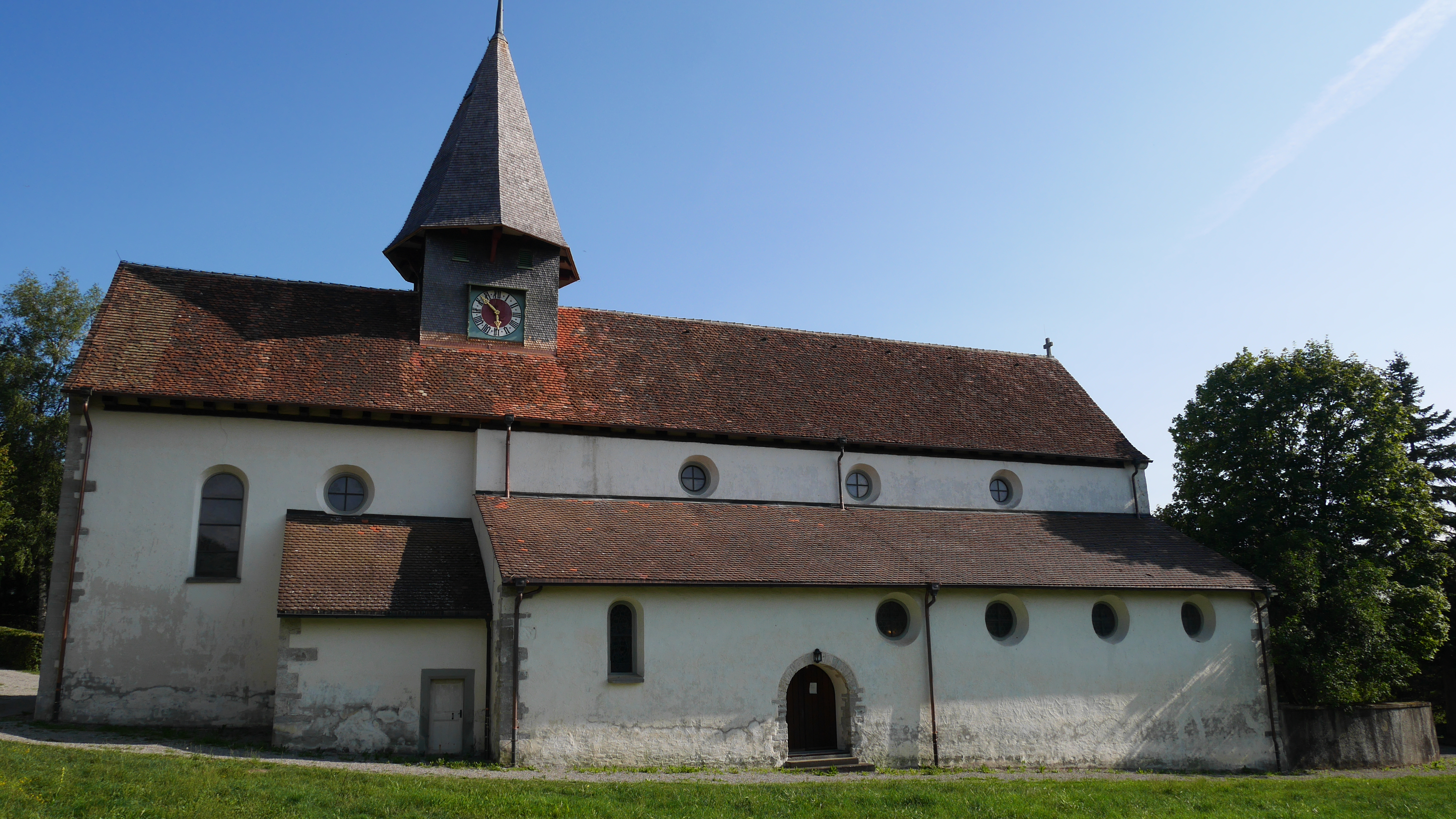
Nordansicht

## Gebäude

### Klosterkirche

#### Architektur
Die Klosterkirche, eine frühromanische Basilika ohne Querhaus und eigenständigem Kirchturm, entstand im Wesentlichen im 11. Jahrhundert. Der Grundriss ist dank seiner ausgewogenen Proportionierung von bestechender Einfachheit. Das breit gelagerte Langhaus wird durch zwei Pfeilerreihen in drei Schiffe geteilt. Das Mittelschiff erhielt die doppelte Breite der Seitenschiffe. Ein gegenüber dem Mittelschiff leicht eingezogenes, flach schließendes Altarhaus zeigt nach Osten.
Die Klosterkirche ist heute Gemeindekirche und Wallfahrtskirche. Sie gehört zur katholischen Kirchengemeinde Höri im Dekanat Hegau der Erzdiözese Freiburg.
Im frühen 18. Jahrhundert erhielt die Kirche eine barocke Ausstattung, die zu Beginn des 20. Jahrhunderts durch eine neuromanische ersetzt wurde. Bei der Restaurierung im Jahr 1959 wurde angestrebt, den Originalzustand des 11. Jahrhunderts wiederherzustellen. Der aus Kieselmauerwerk errichtete Bau ist um 1030 zu datieren.

#### Glocken
Der hölzerne Dachreiter mit achtseitigem Spitzhelm von 1595 ist in einem historischen Glockenstuhl mit drei Glocken aus Bronze bestückt.
| Glocke | Gussjahr | Gießer, Gussort                             | Durchmesser | Schlagton |
| ------ | -------- | ------------------------------------------- | ----------- | --------- |
| 1      | 1840     | Carl Rosenlecher, Konstanz                  | 860 mm      | b′+4      |
| 2      | 1950     | Glockengießerei Grüninger, Straß b. Neu-Ulm | 682 mm      | des″+2    |
| 3      | 1950     | Grüninger, Straß b. Neu-Ulm                 | 610 mm      | es″+3     |

Nach zwei Seiten sind Zifferblätter vorhanden, wobei auf der Südseite zwei Zifferblätter die Zeit anzeigen: das untere die Stunden, das obere kleinere die Minuten. In den Uhrschlag der Turmuhr sind alle drei Glocken einbezogen: Glocke 1 schlägt die Stunden und die beiden anderen jeweils die Viertelstunden.

#### Orgel
In der Kirche ist keine Pfeifenorgel vorhanden, sondern ein elektronisches Instrument der Firma Ahlborn-Orgel. Gleichwohl gibt es einen Orgelprospekt, der imitierte Pfeifen zeigt und die Tonstrahler enthält. Das Instrument hat 42 klingende Register auf zwei Manualen und Pedal.

### Konventsgebäude
Das Kloster umfasste nur einen kleinen Konvent und umfasste dementsprechend wenig Baulichkeiten. Das heutige Pfarrhaus, 1574 erbaut und im 17. sowie im 19. Jahrhundert umgebaut, ist das ehemalige Konventsgebäude. Es diente zwischenzeitlich auch als Schulgebäude.

## Persönlichkeiten
| - Ambricho - Hetti - Adalramnus, 839–849 - Kerhelm | - (), Custos de Schynuon, 1275 - H., Custos in Schinon, 1287 - Johans Dietrich, 1395 | - Hans Schenck von Landegg - Johannes nobilis de Hynwil, 1454 - Uolrich Schenk, 1468 und 1503 - Marcus nobilis de Knöringen, 1520 |